# ロジユニヴァース
ロジユニヴァース（欧字名:Logi Universe、2006年3月11日 - ）は、日本の競走馬、種牡馬。
2009年のJRA賞最優秀3歳牡馬。同年の東京優駿（日本ダービー）（JpnI）を勝利した。
その他の勝ち鞍は、2008年の札幌2歳ステークス（JpnIII）、ラジオNIKKEI杯2歳ステークス（JpnIII）。2009年の弥生賞（JpnII）。

## 経歴

### デビューまで

#### 誕生までの経緯
アコースティクスは、2001年にノーザンファームで生産された牝馬で、父はケープクロスである。競走馬としてはデビューすることなく、ノーザンファームにて繁殖牝馬となった。初年度はマンハッタンカフェを交配、初仔となる牡馬を生産した。そして2年目となる2005年は、ネオユニヴァースと交配。2006年3月11日、2番仔となる鹿毛の牡馬（後のロジユニヴァース）が誕生した。

#### 幼駒時代
誕生直後の2番仔は、前脚が大きく外向（外側に曲がって付いている）しており、競走馬になることが危ぶまれるほどであった。また人間の言うことを聞こうとせずに、育成スタッフを苦労させており、ノーザンファーム繁殖部門の丹治悟厩舎長は「自分というものを、すごく強く持っていたのかもしれませんね。当歳馬は、基本的に言うことを聞かないものなんですけど、それにしてもイヤな奴だったという記憶しかありませんので」と述懐していた。しかし、育成部門に移ると一変、林宏樹によれば「とにかく手がかからなかった。（後略）」という。外向により、2008年（2歳）4月までホッカイドウ競馬までデビューする予定であったが、調教師の萩原清とともに牧場を訪れた久米田正明が仔を購入。久米田はわざわざ実印を持ち出しておりその場で契約、中央競馬でデビューすることとなった。
久米田は、2007年7月に馬主登録を行い、セレクトセールで初めて所有するサラブレッドを2歳馬2頭を含む5頭を購入。そして、2006年生まれの2歳馬を調達する必要に迫られ、久米田は2歳馬を5頭にしたいと考えていた。既にセールで4頭を揃える見込みがあったため、残り1頭を求めてノーザンファームに向かったところ、その仔と出会った。萩原は、外向のためにその仔を勧めようとはしなかったが、久米田がその走る姿を気に入り購入した。直後の選んだ仔に対する萩原の評価は「（前略）遠からず1勝できる馬」だったという。
仔には、久米田が用いる冠名「ロジ」に父ネオユニヴァースから「ユニヴァース」を組み合わせた「ロジユニヴァース」という競走馬名を与えられ、5月に美浦トレーニングセンターの萩原清厩舎に入厩した。
初めて美浦トレーニングセンターの坂路調教を行い、萩原は能力を高く見込んだ。そして、栗東トレーニングセンターに滞在する「栗東留学」を実施。厩舎に所属する他の馬の「栗東留学」に帯同する馬という扱いでロジユニヴァースが選り抜かれた。萩原は「栗東留学」させた理由として、坂路の距離が美浦よりも短く、外向している脚への負担が小さくなること。その上、阪神競馬場の芝1800メートルに適性があり、その新馬戦でデビューさせようとしたことを挙げている。

### 競走馬時代

#### 2歳（2008年）
2008年7月6日、阪神競馬場の新馬戦（芝1800メートル）に武豊が騎乗し、単勝オッズ2.9倍の2番人気でデビュー。中団から直線で抜け出し、後方に半馬身差をつけて初勝利。久米田にとっては、馬主として初めて出走させた馬で、初勝利を挙げた。続いてノーザンファームで放牧された後、札幌競馬場に滞在。10月4日、札幌2歳ステークス（JpnIII）に、単勝オッズ4.0倍の1番人気で出走。武がメイショウサムソンに騎乗して凱旋門賞に参戦したために乗り替わり、萩原は横山典弘を起用した。中団につけ、直線では先に抜け出していたホッカイドウ競馬所属イグゼキュティヴ、モエレエキスパートの2頭をかわし、後方に1馬身4分の1差をつけて先頭で入線した。重賞初勝利となり、また父ネオユニヴァースおよび久米田にとっても重賞初勝利。さらに、デビューが本州だった馬が制したのは、1997年のアイアムザプリンス以来2頭目であった。
再びノーザンファームで休養。当初は、11月22日の東京スポーツ杯2歳ステークス（JpnIII）に出走予定であったが見送り、12月27日のラジオNIKKEI杯2歳ステークス（JpnIII）で戦線に復帰。リーチザクラウンが単勝オッズ1.3倍の1番人気に推され、それに次ぐ5.8倍の2番人気で出走した。スタートからリーチザクラウンが逃げ、それに次ぐ2番手を追走。直線でリーチザクラウンをかわして抜け出し、後方に4馬身差をつけて先頭で入線した。重賞2連勝は、1993年のナムラコクオーおよび2002年のザッツザプレンティに並ぶレース史上最大着差であり、また2006年のフサイチホウオー以来2年ぶりの無敗馬による優勝であった。
レース後は再び放牧に出された。JRA賞表彰では、300票中31票を集め、JRA賞最優秀2歳牡馬の次点となった。

#### 3歳（2009年）
3歳は、3月8日の弥生賞（JpnII）で始動、単勝オッズ1.3倍の1番人気に支持された。スタートから逃げて、直線では後方の追い上げを許さず、後方に2馬身半差をつけて勝利。4連勝、重賞3連勝となり、2005年のディープインパクト以来の無敗馬による優勝であった。
続いて、4月19日の皐月賞（JpnI）に出走。単勝支持率は48.95パーセントに上り、オッズ1.7倍の1番人気に支持された。以降の人気は、リーチザクラウンが5.3倍、アンライバルドが6.1倍となり、上位3頭は「三強」と呼ばれ、ロジユニヴァースはその筆頭であった。スタートから先行し、直線で抜け出しを図るも、全く伸びずに後退。先頭のアンライバルドから10馬身以上離された14着に敗れた。自身初となる敗戦となり、レース直後の横山および萩原は、双方ともに明確な敗因を見出すことができなかった。横山は「おれがふがいないから負けたんだよ」、対して萩原は「（前略）位置取りだとかジョッキーの乗り方は良かったと思うが、本当に強い馬なら出てこられたはず。馬体にも異常はなかったようなので、まずは原因を突き止めないことには」としていた。

放牧に出された後、5月31日の東京優駿（日本ダービー）（JpnI）に出走。皐月賞を制したアンライバルドが単勝オッズ2.1倍の1番人気となる中、7.7倍の2番人気に支持された。当日は、午後から雨が降り、馬場状態が悪化。ダイシンボルガードが優勝した1969年以来40年ぶりとなる不良馬場での開催となった。
スタートからジョーカプチーノ、リーチザクラウンに次ぐ3番手につけ、直線では馬場の最も内側を選択。先に抜け出したリーチザクラウンを、残り300メートルで内からかわして先頭に立ち、4馬身差をつけて先頭で入線。ダービー優勝、GI初勝利となった。また、父ネオユニヴァースが2003年の東京優駿を勝利していることから、史上6頭目となる父仔制覇。皐月賞で10着以下に敗れた馬が優勝したのは、1986年のダイナガリバー以来23年ぶり、史上8頭目であった。この一戦によって道悪に強いイメージが根付いた。

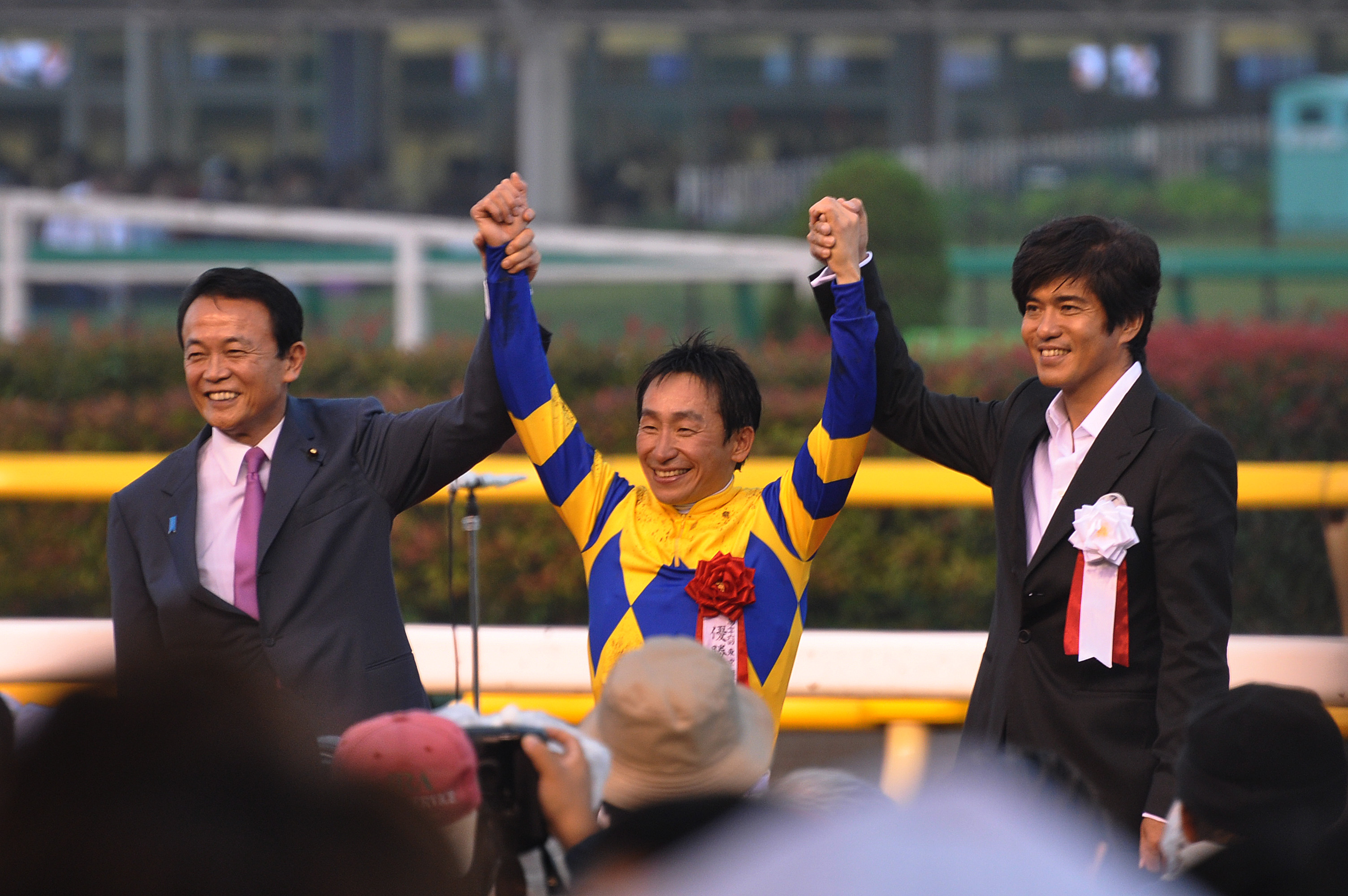
東京優駿の表彰式（左）麻生太郎（中央）横山典弘（右）佐藤浩市

騎乗した横山は、デビュー24年目でダービージョッキーとなった。さらに萩原および久米田は、GI初勝利がダービー。特に久米田は、初年度の所有馬でダービーオーナーに相成った。また当日は、麻生太郎内閣総理大臣が来場しており、表彰式では久米田に対し内閣総理大臣賞を授与。麻生は、ウィンストン・チャーチルが言ったと伝わる名言「一国の宰相になるより、ダービーオーナーになるのは難しい」を引用し、「馬主さんには1年目でのダービー勝利で凄く運が良い方ですね、今日は赤飯でお祝いですねと声をかけさせていただきました。」との談話を発表している。（レースに関する詳細については、第76回東京優駿（日本ダービー）を参照。）
夏休みを経て、9月12日に美浦トレーニングセンターへ帰厩。当初は、菊花賞のトライアル競走であるセントライト記念（JpnII）、神戸新聞杯（JpnII）を予定したものの、出走しなかった。続いて、目標をアルゼンチン共和国杯（GII）からジャパンカップ（GI）、そして有馬記念（GI）に変更したものの、外向の影響から調整が遅れてアルゼンチン共和国杯は見送り、11月29日のジャパンカップに直行した。しかし、11月25日の最終追い切り後に、左後脚の筋肉痛が判明して回避。その後は、目標である有馬記念に向けて放牧に出されたが、出走することはなかった。
JRA賞表彰では、全287票中235票を集めてJRA賞最優秀3歳牡馬に選出された。

#### 4-7歳（2010-13年）
4歳となった2010年春は、日経賞（GII）、天皇賞（春）（GI）、宝塚記念（GI）の3戦に出走するローテーションを計画。日経賞、宝塚記念はともに敗れ、天皇賞（春）は体調が整わず回避した。夏は札幌記念（GII）で2着、その後は後脚の不安から休養となった。5歳となった2011年は、1月のアメリカジョッキークラブカップを出走を予定するも、回避。再び後脚の不安から、年内は出走することができなかった。
6歳となった2012年は、宝塚記念での復帰を目指すも叶わず、札幌記念で2年ぶりに復帰。ブービー賞に大差をつけられて最下位敗退した。その後は放牧され、再び1年半以上戦線を離脱。以降は復帰することなく引退が決まった。2013年10月30日付で日本中央競馬会の競走馬登録を抹消。

### 種牡馬時代
競走馬引退後は、北海道新冠町の優駿スタリオンステーションにて種牡馬となった。2014年から供用され、初年度は57頭の繁殖牝馬を集めた。2017年10月8日、初年度産駒のピースユニヴァース（母の父:サニングデール）が東京競馬場の未勝利戦（芝1400メートル）を勝利し、産駒JRA初勝利を記録した。
2024年からはヴェルサイユリゾートファームに移動して種牡馬生活を続けることになった。

## 競走成績
以下の内容は、netkeiba.comおよびJBISサーチの情報に基づく。
| 競走日 | 競走日 | 競走日 | 競馬場 | 競走名             | 格     | 距離 （馬場） | 頭 数 | 枠 番 | 馬 番 | オッズ （人気） | 着順 | タイム （上り3F） | 着差 | 騎手      | 斤量 [kg] | 1着馬 （2着馬）        | 馬体重 [kg] |
| ------ | ------ | ------ | ------ | ------------------ | ------ | ------------- | ----- | ----- | ----- | --------------- | ---- | ----------------- | ---- | --------- | --------- | ---------------------- | ----------- |
| 2008.  | 07.    | 06     | 阪神   | 2歳新馬            |        | 芝1800m（良） | 12    | 6     | 8     | 02.9（2人）     | 01着 | 1:49.1 （34.4）   | -0.1 | 0武豊     | 54        | （プロスアンドコンズ） | 468         |
|        | 10.    | 04     | 札幌   | 札幌2歳S           | JpnIII | 芝1800m（良） | 14    | 3     | 4     | 04.0（1人）     | 01着 | 1:49.1 （36.0）   | -0.2 | 0横山典弘 | 55        | （イグゼキュティヴ）   | 494         |
|        | 12.    | 27     | 阪神   | ラジオNIKKEI杯2歳S | JpnIII | 芝2000m（良） | 11    | 6     | 6     | 05.8（2人）     | 01着 | 2:01.7 （37.1）   | -0.7 | 0横山典弘 | 55        | （リーチザクラウン）   | 504         |
| 2009.  | 03.    | 08     | 中山   | 弥生賞             | JpnII  | 芝2000m（稍） | 10    | 8     | 10    | 01.3（1人）     | 01着 | 2:03.5 （35.8）   | -0.4 | 0横山典弘 | 56        | （ミッキーペトラ）     | 500         |
|        | 04.    | 19     | 中山   | 皐月賞             | JpnI   | 芝2000m（良） | 18    | 1     | 1     | 01.7（1人）     | 14着 | 2:00.6 （37.0）   | -1.9 | 0横山典弘 | 57        | アンライバルド         | 490         |
|        | 05.    | 31     | 東京   | 東京優駿           | JpnI   | 芝2400m（不） | 18    | 1     | 1     | 07.7（2人）     | 01着 | 2:33.7 （39.2）   | -0.7 | 0横山典弘 | 57        | （リーチザクラウン）   | 506         |
| 2010.  | 03.    | 27     | 中山   | 日経賞             | GII    | 芝2500m（稍） | 15    | 8     | 15    | 03.0（1人）     | 06着 | 2:34.4 （35.5）   | -0.3 | 0横山典弘 | 58        | マイネルキッツ         | 530         |
|        | 06.    | 27     | 阪神   | 宝塚記念           | GI     | 芝2200m（稍） | 17    | 5     | 9     | 08.9（5人）     | 13着 | 2:14.2 （37.5）   | -1.2 | 0安藤勝己 | 58        | ナカヤマフェスタ       | 512         |
|        | 08.    | 22     | 札幌   | 札幌記念           | GII    | 芝2000m（良） | 16    | 5     | 10    | 09.2（5人）     | 02着 | 1:59.7 （35.8）   | -0.3 | 0横山典弘 | 57        | アーネストリー         | 534         |
| 2012.  | 08.    | 19     | 札幌   | 札幌記念           | GII    | 芝2000m（良） | 14    | 1     | 1     | 21.8（7人）     | 14着 | 2:04.3 （39.1）   | -5.6 | 0横山典弘 | 57        | フミノイマージン       | 534         |

## 種牡馬成績

### 主な産駒

#### 地方重賞優勝馬
- 2016年産
  - マイコート（2018年サンライズカップ）[84]
- 2017年産
  - シーサンプーター（2019年若鮎賞）[85]
  - リバイブ（2019年カペラ賞）[86]
- 2021年産
  - ミトノユニヴァース（2023年ネクストスター名古屋、ライデンリーダー記念、2024年新春ペガサスカップ）[87]

## エピソード

### 横山典弘
| 年   | 回 | 騎乗馬             | 人 気 | 着 順 | 出 典   |
| ---- | -- | ------------------ | ----- | ----- | ------- |
| 1989 | 56 | ロードリーナイト   | 21    | 06着  | [ 88 ]  |
| 1990 | 57 | メジロライアン     | 1     | 02着  | [ 89 ]  |
| 1992 | 59 | アストロゲート     | 11    | 13着  | [ 90 ]  |
| 1994 | 61 | セントギャロップ   | 14    | 09着  | [ 91 ]  |
| 1995 | 62 | シグナルライト     | 5     | 05着  | [ 92 ]  |
| 1997 | 64 | エアガッツ         | 10    | 06着  | [ 93 ]  |
| 1998 | 65 | セイウンスカイ     | 3     | 04着  | [ 94 ]  |
| 1999 | 66 | マイネルシアター   | 8     | 08着  | [ 95 ]  |
| 2000 | 67 | マイネルブラウ     | 12    | 14着  | [ 96 ]  |
| 2003 | 70 | ゼンノロブロイ     | 3     | 02着  | [ 97 ]  |
| 2004 | 71 | ハーツクライ       | 5     | 02着  | [ 98 ]  |
| 2006 | 73 | ジャリスコライト   | 8     | 14着  | [ 99 ]  |
| 2007 | 74 | フライングアップル | 12    | 10着  | [ 100 ] |
| 2008 | 75 | サクセスブロッケン | 3     | 18着  | [ 101 ] |
| 2009 | 76 | ロジユニヴァース   | 2     | 01着  | [ 102 ] |

8戦に騎乗した横山典弘は、ロジユニヴァースを東京優駿優勝、他3つの重賞優勝に導いた。中でも東京優駿では、デビュー24年目の41歳、15度目の挑戦でダービージョッキーとなった。
初騎乗は、3年目21歳の1989年であり、ロードリーナイトで6着。以降の13回では2着は3回あり、1990年のメジロライアンでは、アイネスフウジンに1馬身4分の1差（第57回東京優駿）。2003年のゼンノロブロイが、ネオユニヴァースに半馬身差。2004年のハーツクライは、キングカメハメハに1馬身半差でそれぞれ敗れていた。
当日は、典弘の長男でJRA競馬学校2年生の横山和生が、学校の授業として現地でレースを観戦していた。表彰式直前の地下馬道にて再会し、親子で抱き合っている。
その後の横山典弘は、2014年にワンアンドオンリーに騎乗し、2度目の東京優駿優勝。典弘の三男である横山武史が、同様に競馬学校の授業として現地でレースを観戦している。

### 皐月賞からの巻き返し
皐月賞敗退後は、宮城県山元町の山元トレーニングセンターにて放牧。皐月賞では馬体を減らして出走しており、東京優駿に向けた調整では、馬体の回復と、後ろ脚の可動域を広げることを目指した。中谷雄太が宮城県に向かい、現役騎手による本格的な調教が施された。帰厩後の追い切りでは、弥生賞および皐月賞で騎乗した横山ではなく、中谷が騎乗。1週間前追い切りは、横山が騎乗するも「正直、完調にはほど遠い感じを受けました」と証言している。最終追い切りは、中谷が騎乗したが本調子には至らず、松山厩務員は「ダービーがもう2周先なら（後略）」と証言。横山はレース4日前に「（前略）正直、今回は99パーセント勝てないと思った。本当にそのくらいの状態でしかないと感じたんです。」と回顧している。
しかし、レース2日前の金曜日に坂路調教を行うと、状態がようやく一変。併せて金曜、土曜日は、角馬場を周回した。当日は、馬体重が皐月賞に比べて16キログラム増加して参戦し、優勝。横山は「状態が戻っていないと思っていた。馬に失礼なことをした」と振り返っている。

### 関東馬として
デビューする前から、栗東トレーニングセンターでの滞在を実施、関東馬ながら阪神競馬場でのデビューとなった。北海道滞在後に臨んだ札幌2歳ステークスでは、2004年のストーミーカフェ以来4年ぶりとなる関東馬による優勝。再び栗東に戻り臨んだラジオNIKKEI杯2歳ステークスでは、1997年のロードアックス以来11年ぶりの関東馬による優勝。そして東京優駿では、1997年のサニーブライアン以来12年ぶりの関東馬による優勝となった。

### 調教
ロジユニヴァース2歳時の栗東滞在では、逍遥馬道の傾斜を利用して鍛えられた。一方、美浦の逍遥馬道にあたる、森林馬道の傾斜は使用頻度は少なかったが、栗東の手法が広められて2009年から頭数が増加。同年5月からは、JRAが調教前の50分間のみ、傾斜にて運動することを認めた。
ロジユニヴァースを含めた萩原厩舎の馬は、地下馬道にある20メートルの傾斜を使用し、毎日往復させていた。同じ美浦の調教師である小島茂之は「あの運動に歴然とした効果があるかどうかわかりませんが（中略）もしかしたら少しずつあの効果が出ていて、ロジユニヴァースのダービーでの最後の踏ん張りにつながったのかもしれない。あるいはあれを競馬の神様が見ていて雨を降らせたのかもしれない。（後略）」と語っている。
札幌競馬場滞在中は、道路をまたいで厩舎地区に接続する陸橋「のぞみ橋」を往復、傾斜を利用して脚腰を鍛えており、後に「ロジ橋」「ロジユニヴァース橋」と呼ばれるようになっている。

## 血統
| ロジユニヴァースの血統        | ロジユニヴァースの血統                               | ロジユニヴァースの血統              | （血統表の出典）                    | （血統表の出典） |
| 父系                          | サンデーサイレンス系（ヘイロー系）                   | サンデーサイレンス系（ヘイロー系）  | サンデーサイレンス系（ヘイロー系）  | [ § 2 ]          |
| 父 ネオユニヴァース 2000 鹿毛 | 父の父*サンデーサイレンス Sunday Silence 1986 青鹿毛 | Halo                                | Hail to Reason                      | Hail to Reason   |
| 父 ネオユニヴァース 2000 鹿毛 | 父の父*サンデーサイレンス Sunday Silence 1986 青鹿毛 | Halo                                | Cosmah                              |                  |
| 父 ネオユニヴァース 2000 鹿毛 | 父の父*サンデーサイレンス Sunday Silence 1986 青鹿毛 | Wishing Well                        | Understanding                       | Understanding    |
| 父 ネオユニヴァース 2000 鹿毛 | 父の父*サンデーサイレンス Sunday Silence 1986 青鹿毛 | Wishing Well                        | Mountain Flower                     |                  |
| 父 ネオユニヴァース 2000 鹿毛 | 父の母*ポインテッドパス Pointed Pass 1984 栗毛       | Kris                                | Sharpen Up                          | Sharpen Up       |
| 父 ネオユニヴァース 2000 鹿毛 | 父の母*ポインテッドパス Pointed Pass 1984 栗毛       | Kris                                | Doubly Sure                         |                  |
| 父 ネオユニヴァース 2000 鹿毛 | 父の母*ポインテッドパス Pointed Pass 1984 栗毛       | Silken Way                          | Shantung                            | Shantung         |
| 父 ネオユニヴァース 2000 鹿毛 | 父の母*ポインテッドパス Pointed Pass 1984 栗毛       | Silken Way                          | Boulevard                           |                  |
| 母 アコースティクス 2001 鹿毛 | 母の父Cape Cross 1994 鹿毛                           | Green Desert                        | Danzig                              | Danzig           |
| 母 アコースティクス 2001 鹿毛 | 母の父Cape Cross 1994 鹿毛                           | Green Desert                        | Foreign Courier                     |                  |
| 母 アコースティクス 2001 鹿毛 | 母の父Cape Cross 1994 鹿毛                           | Park Appeal                         | Ahonoora                            | Ahonoora         |
| 母 アコースティクス 2001 鹿毛 | 母の父Cape Cross 1994 鹿毛                           | Park Appeal                         | Balidaress                          |                  |
| 母 アコースティクス 2001 鹿毛 | 母の母*ソニンク Soninke 1996 黒鹿毛                  | Machiavellian                       | Mr.Prospector                       | Mr.Prospector    |
| 母 アコースティクス 2001 鹿毛 | 母の母*ソニンク Soninke 1996 黒鹿毛                  | Machiavellian                       | Coup de Folie                       |                  |
| 母 アコースティクス 2001 鹿毛 | 母の母*ソニンク Soninke 1996 黒鹿毛                  | Sonic Lady                          | Nureyev                             | Nureyev          |
| 母 アコースティクス 2001 鹿毛 | 母の母*ソニンク Soninke 1996 黒鹿毛                  | Sonic Lady                          | Stumped                             |                  |
| 母系(F-No.)                   | ソニンク系(FN:B3)                                    | ソニンク系(FN:B3)                   | ソニンク系(FN:B3)                   | [ § 3 ]          |
| 5代内の近親交配               | Halo3×5、Northern Dancer5･5（母内）                  | Halo3×5、Northern Dancer5･5（母内） | Halo3×5、Northern Dancer5･5（母内） | [ § 4 ]          |
| 出典                          | 1. 2. 3. 4.                                          | 1. 2. 3. 4.                         | 1. 2. 3. 4.                         | 1. 2. 3. 4.      |

本馬はイギリス半血馬血統の牝系を持つ馬として史上初めて八大競走を制した馬である。

### 血統背景
- 半妹クラークスデール（父ヴィクトワールピサ）の産駒にパンジャタワー（2024年京王杯2歳ステークス、2025年NHKマイルカップ）
- 母アコースティクスの半妹にモンローブロンド（父アドマイヤベガ。2004年ファンタジーステークス2着）、半弟にノットアローン（父アグネスタキオン。2008年若葉ステークス）、ランフォルセ（父シンボリクリスエス。2011年エルムステークス、2012年ダイオライト記念、2013年浦和記念、2014年佐賀記念）、ノーザンリバー（父アグネスタキオン。2011年アーリントンカップ、2013年カペラステークス、2014年東京スプリント、さきたま杯、東京盃）
- 祖母ソニンクの全弟にMudallel（ガルフニュースナドアルシバスプリント）
- 曾祖母Sonic Lady（1986年アイリッシュ1000ギニー、サセックスステークス、ムーランドロンシャン賞。ムーランドロンシャン賞では日本から遠征していたギャロップダイナを降している）
- 4代母StumpedはイギリスGIII1勝
- 6代母Lucaslandは1966年のジュライカップ、ダイアデムステークス勝ち馬
- そのほか近親にはLord of Men（サラマンドル賞）や Attraction（1000ギニーなどGI5勝）、ソーブレスド（ジュライカップ、イギリスと日本で種牡馬として供用[116]）などがいる。